# Teoria dei segnali (biologia)

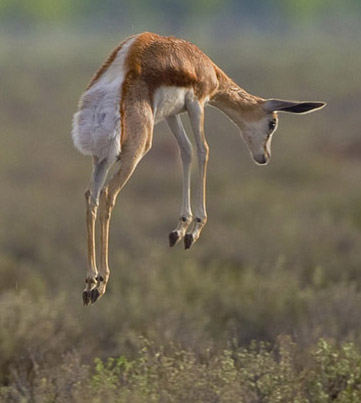
Saltellando (comportamento conosciuto come stotting o anche pronking), uno springbok (Antidorcas marsupialis) segnala onestamente che è giovane, in salute e che non vale la pena cacciarlo da parte di predatori come i ghepardi.

Nell'ambito della biologia evolutiva, la teoria dei segnali è un campo di ricerca teorica che esamina la comunicazione tra gli individui, sia all'interno delle specie sia tra le specie. La questione centrale è quando ci si dovrebbe aspettare che organismi con interessi confliggenti, come nella selezione sessuale, forniscano segnali onesti (ossia spontanei, senza alcuna presunzione di un intento consapevole) piuttosto che segnali "disonesti" (cioè ingannevoli) finalizzati a sfruttare a proprio vantaggio la relazione. I modelli matematici descrivono come i segnali possono contribuire a una strategia evolutivamente stabile.
I segnali sono emessi in contesti come la selezione del compagno da parte delle femmine, che sottopone a una pressione selettiva i segnali dei maschi che si fanno pubblicità. I segnali possono così evolversi perché modificano il comportamento del ricevente in modo da beneficiare il segnalatore. I segnali possono essere onesti, trasmettendo informazioni che aumentano utilmente l'idoneità del ricevente, o disonesti. Un individuo può ingannare emettendo un segnale disonesto, che potrebbe beneficiare per un breve periodo quel segnalatore, a rischio però di minare il sistema di segnali per l'intera popolazione.
La questione se la selezione dei segnali operi a livello del singolo organismo o gene, o a livello del gruppo, è stata dibattuta da biologi come Richard Dawkins, che sostiene che gli individui si evolvano per segnalare e ricevere i segnali meglio, anche per resistere alla manipolazione. Amotz Zahavi suggerì che lo sfruttamento (inganno) potrebbe essere controllato dal principio dell'handicap, dove il cavallo migliore in una corsa a handicap è quello che porta il peso maggiore come handicap. Secondo la teoria di Zahavi, i segnalatori come i pavoni maschi hanno "code" che sono autentici handicap, essendo costose da produrre. Il sistema è evolutivamente stabile in quanto le grandi code vistose sono segnali onesti. I biologi hanno tentato di verificare il principio dell'handicap, ma con risultati incoerenti. Il biologo matematico Ronald Fisher analizzò l'effetto che il possesso di due copie di ciascun gene (diploidia) avrebbe sulla produzione di segnali onesti, dimostrando che nella selezione sessuale potrebbe verificarsi un effetto di fuga. L'equilibrio evolutivo dipende sensibilmente dal bilanciamento tra costi e benefici.
Gli stessi meccanismi si possono attendere negli esseri umani, nei quali i ricercatori hanno studiato comportamenti quali i rischi corsi dai giovani, la caccia di grandi animali da selvaggina e alcuni complessi rituali religiosi, trovando che tali comportamenti sembrano avere le caratteristiche di costosi segnali onesti.

## Selezione sessuale
Quando gli animali scelgono i compagni, caratteri come i segnali sono soggetti alla pressione evolutiva. Ad esempio, il maschio dell'ila grigia nordamericana, Dryophytes versicolor, produce un richiamo per attirare le femmine. Una volta che una femmina sceglie un compagno, questo seleziona uno stile specifico di richiamo maschile, propagando così una specifica capacità segnaletica. Il segnale può essere il richiamo stesso, la sua intensità, il suo stile di variazione, la sua velocità di ripetizione, e così via. Varie ipotesi cercano di spiegare perché le femmine selezionerebbero un richiamo rispetto all'altro. L'ipotesi dello sfruttamento sensoriale propone che le preferenze preesistenti nelle riceventi femminili possano guidare l'evoluzione dell'innovazione dei segnali nei maschi invianti, in modo simile all'ipotesi delle preferenze nascoste che propone che i richiami di successo sono meglio capaci di armonizzarsi con alcune "preferenze nascoste" della femmina. I segnalatori hanno a volte sviluppato molteplici ornamenti sessuali, e i riceventi hanno a volte sviluppato molteplici preferenze caratteriali.

## Segnali onesti

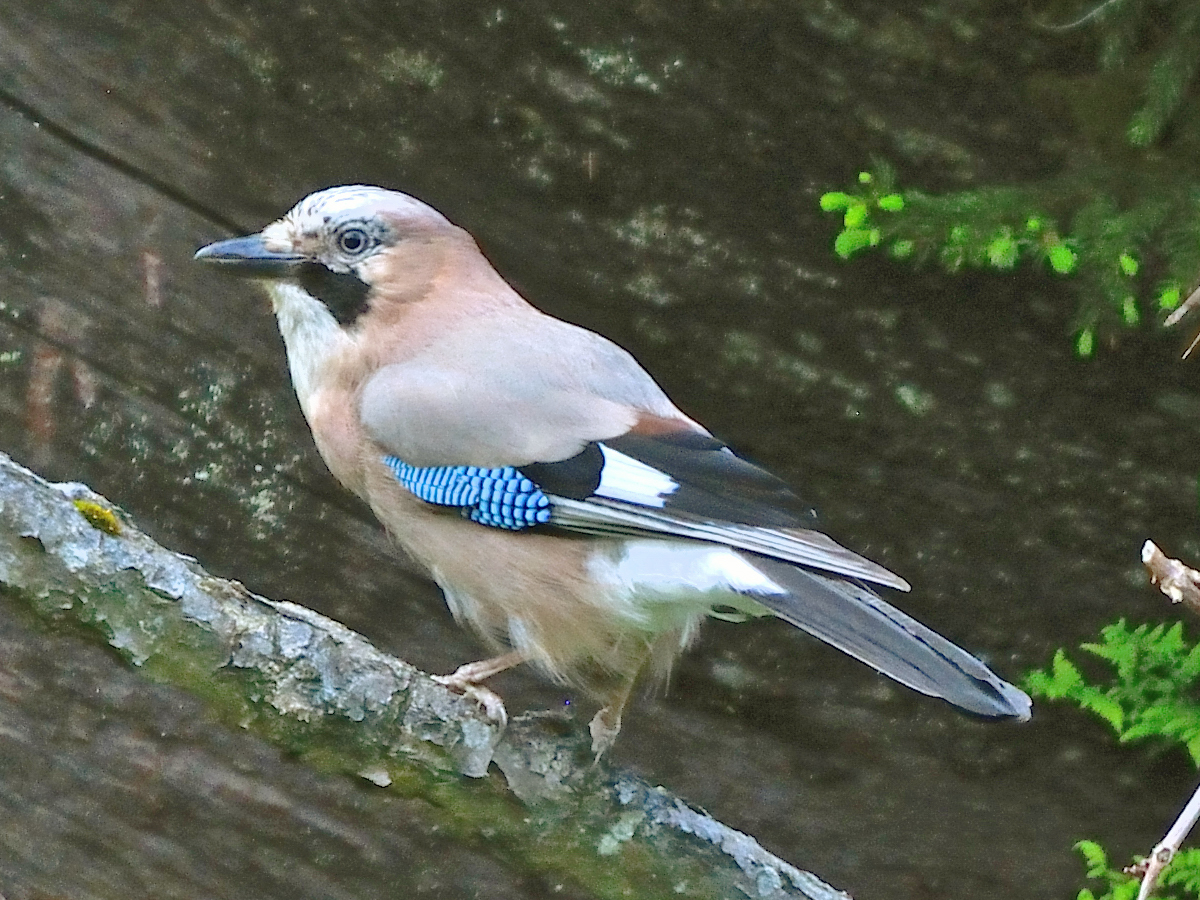
La ghiandaia, Garrulus glandarius, emette segnali onesti — forti richiami di allarme — dal suo trespolo sull'albero quando vede un predatore.

In biologia, i segnali sono caratteri, che includono strutture e comportamenti, che si sono evoluti specificamente perché cambiano il comportamento dei riceventi in modi che beneficiano il segnalatore. I caratteri o le azioni che beneficiano esclusivamente il ricevente sono chiamati imbeccate. Quando un uccello vigile emette deliberatamente un richiamo di avvertimento a un predatore che si avvicina di soppiatto e il predatore rinuncia alla caccia, il suono è un segnale. Quando un uccello in cerca di cibo fa inavvertitamente un suono frusciante tra le foglie che attrae i predatori e aumenta il rischio della predazione, il suono è un'"imbeccata".
I sistemi dei segnali sono foggiati da interessi reciproci tra segnalatori e riceventi. Un uccello vigile come una ghiandaia che intima a un predatore furtivo di tenersi lontano sta comunicando qualcosa di utile al predatore stesso: che è stato scoperto dalla preda; potrebbe quindi anche smettere di sprecare il suo tempo avvicinandosi di soppiatto a questa preda che è ormai in allarme e che è improbabile che riesca a catturare. Quando il predatore rinuncia, il segnalatore può ritornare ad altri compiti come l'alimentazione. Una volta che il predatore furtivo è scoperto, la preda segnalatrice e il predatore ricevente hanno un reciproco interesse a terminare la caccia.
All'interno delle specie, gli interessi reciproci aumentano con la parentela. La parentela è centrale per i modelli di segnali tra congiunti, per esempio quando le covate degli uccelli che nidificano chiedono e competono per il cibo dai loro genitori.

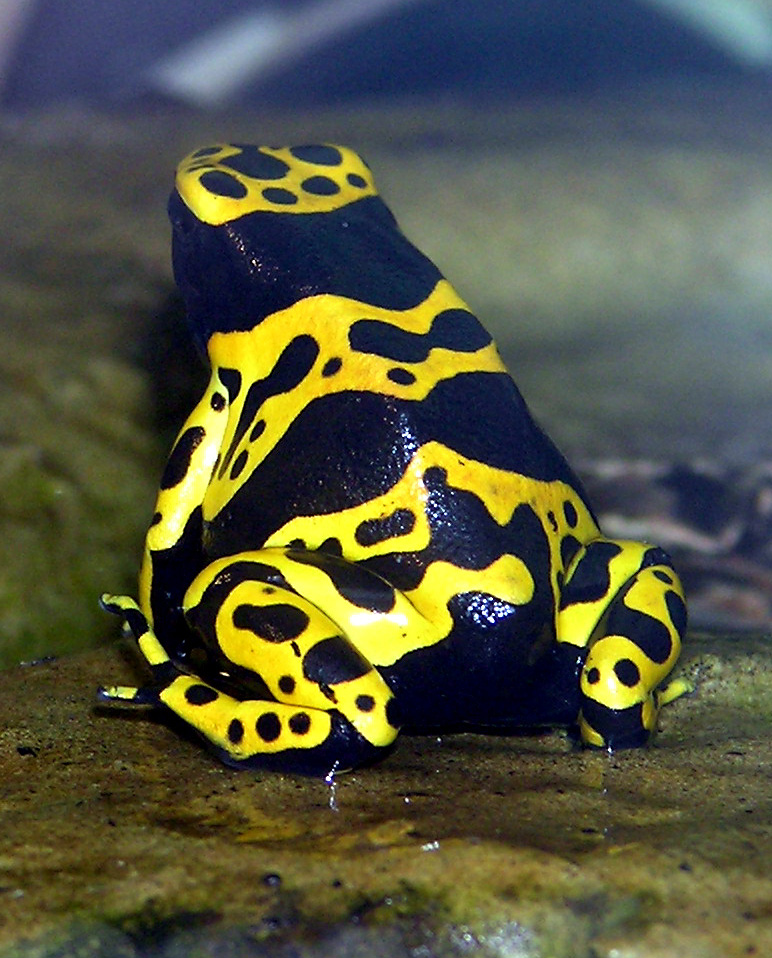
La rana freccia dalle bande gialle emette un segnale onesto della sua tossicità per intimare ai predatori di tenersi lontani e ridurre il rischio di ferire sé stessa.

Il termine "onestà" nella comunicazione animale è controverso perché, nell'uso atecnico, rimanda a un intento, che nelle interazioni umane serve appunto a distinguere l'inganno dall'onestà. Tuttavia, i biologi usano la locuzione "segnali onesti" in un senso diretto, statistico. I segnali biologici, come i richiami di avvertimento o le piume risplendenti della coda, sono onesti se trasmettono veramente informazioni utili al ricevente. Cioè, il carattere del segnale trasmette al ricevente la presenza di un fattore altrimenti inosservabile. I segnali biologici onesti non devono essere perfettamente informativi, riducendo l'incertezza a zero; tutto ciò di cui hanno bisogno per essere utili è essere corretti "in media", affinché certe risposte comportamentali al segnale siano vantaggiose, statisticamente, in confronto al comportamento che si verificherebbe in assenza del segnale. In ultima analisi il valore dell'informazione segnalata dipende dalla misura in cui essa consente al ricevente di aumentare la sua idoneità. Quindi, i segnali "onesti" sono evolutivamente stabili.
Una classe di segnali onesti è il segnale di avvertimento aposematico, generalmente visivo, emesso da animali velenosi o pericolosi come le vespe, le rane dal dardo velenoso e i pesci palla. I segnali di avvertimento sono indicazioni oneste di prede nocive, perché la vistosità si evolve in tandem con la nocività. Così, più luminoso e vistoso è l'organismo, più tossico è di solito. I colori più comuni ed effettivi sono il rosso, il giallo, il nero e il bianco.

## Segnali disonesti

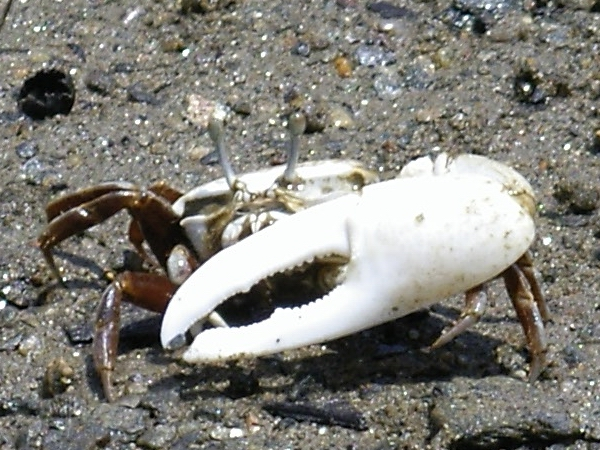
Il granchio violinista maschio segnala la sua pericolosità con la chela da combattimento ingrandita, ma le chele ricresciute, più deboli, possono essere segnali disonesti.

Poiché ci sono interessi sia reciproci sia confliggenti nella maggior parte dei sistemi di segnali animali, un problema centrale nella teoria dei sistemi è la disonestà o inganno (sfruttamento). Per esempio, se gli uccelli in cerca di cibo sono più sicuri quando emettono un richiamo di avvertimento, gli ingannatori potrebbero emettere falsi allarmi a casaccio, casomai un predatore sia nei paraggi. Ma troppi inganni potrebbero far crollare il sistema di segnali. Ogni segnale disonesto indebolisce l'integrità del sistema di segnali e riduce così l'idoneità del gruppo. Un esempio di segnali disonesti viene dai granchi violinisti come l'Uca lactea mjoebergi, che è stato dimostrato bluffano (senza nessuna intenzione consapevole) sulla loro abilità di combattimento. Quando perde una chela, un granchio occasionalmente ne fa ricrescere una più debole che nondimeno intimidisce i granchi con chele più piccole ma più forti. La proporzione di segnali disonesti è abbastanza bassa perché non valga la pena per i granchi di mettere alla prova l'onestà di ogni segnale attraverso il combattimento.
Richard Dawkins e John Krebs nel 1978 considerarono se gli individui della stessa specie agissero come se tentassero di ingannarsi l'un l'altro. Essi applicarono una visione dell'evoluzione basata sui "geni egoisti" agli atteggiamenti minacciosi degli animali, per vedere se fosse negli interessi dei loro geni emettere segnali disonesti. Criticarono gli etologi precedenti, come Nikolaas Tinbergen e Desmond Morris, per aver suggerito che tali atteggiamenti fossero "per il bene della specie". Sostenevano infatti che tale comunicazione dovesse essere vista come una corsa agli armamenti evolutiva nella quale i segnalatori si evolvevano per diventare più bravi a manipolare i riceventi. Il modello di teoria dei giochi della guerra di logoramento suggerisce similmente che gli atteggiamenti minacciosi non dovrebbero trasmettere alcuna informazione affidabile sulle intenzioni.

## Metafora dell'handicap sportivo

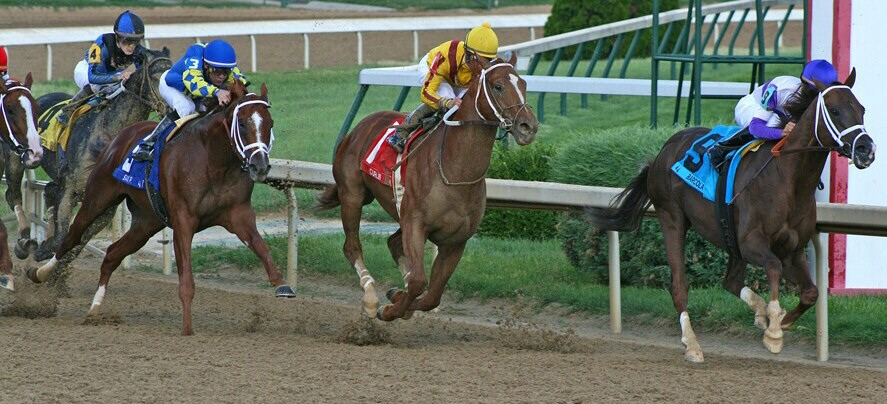
I cavalli migliori in una corsa a handicap portano i pesi maggiori, così la dimensione dell'handicap è una misura della qualità dell'animale.

Nel 1975, Amotz Zahavi propose un modello verbale per il modo in cui i costi dei segnali possono vincolare l'inganno (sfruttamento) e stabilizzare una correlazione "onesta" tra segnali osservati e qualità inosservabili, basata su un'analogia con i sistemi di handicap sportivo. Egli chiamò questa idea principio dell'handicap. Lo scopo di un sistema di handicap sportivo è di ridurre le disparità nella prestazione, rendendo la gara più competitiva. In una corsa a handicap, ai cavalli intrinsecamente più veloci si danno pesi più pesanti da portare sotto le loro selle. Similmente, nel golf dilettantistico, i golfisti migliori hanno meno colpi sottratti dai loro punteggi assoluti. Questo crea correlazioni tra l'handicap e la prestazione senza handicap, e se gli handicap funzionano come si suppone, tra l'handicap e la prestazione con handicap. Se non si sapesse nulla su due cavalli da corsa o su due golfisti dilettanti eccetto i loro handicap, si potrebbe dedurre quale ha maggiori probabilità di vincere: il cavallo con il maggiore handicap del peso, e il golfista con il minore handicap dei colpi. Per analogia, se le "code" di pavone (grandi penne copritrici) agiscono come un sistema di handicap, e una femmina di pavone non sapesse niente di due pavoni tranne le dimensioni delle loro code, essa potrebbe "dedurre" che il pavone con la coda più grande abbia una maggiore qualità intrinseca inosservabile. I costi dell'esibizione possono includere costi sociali estrinseci, sotto forma di verifiche o punizioni da parte dei rivali, come pure costi di produzione intrinseci. Un altro esempio citato nei manuali è l'estinto alce irlandese, Megaloceros giganteus. Gli enormi palchi dell'alce irlandese maschio potrebbero forse essersi evoluti come esibizioni di abilità per superare l'handicap, benché i biologi mettano in evidenza che se l'handicap è ereditato, i geni che lo determinano dovrebbero essere selezionati in senso contrario.

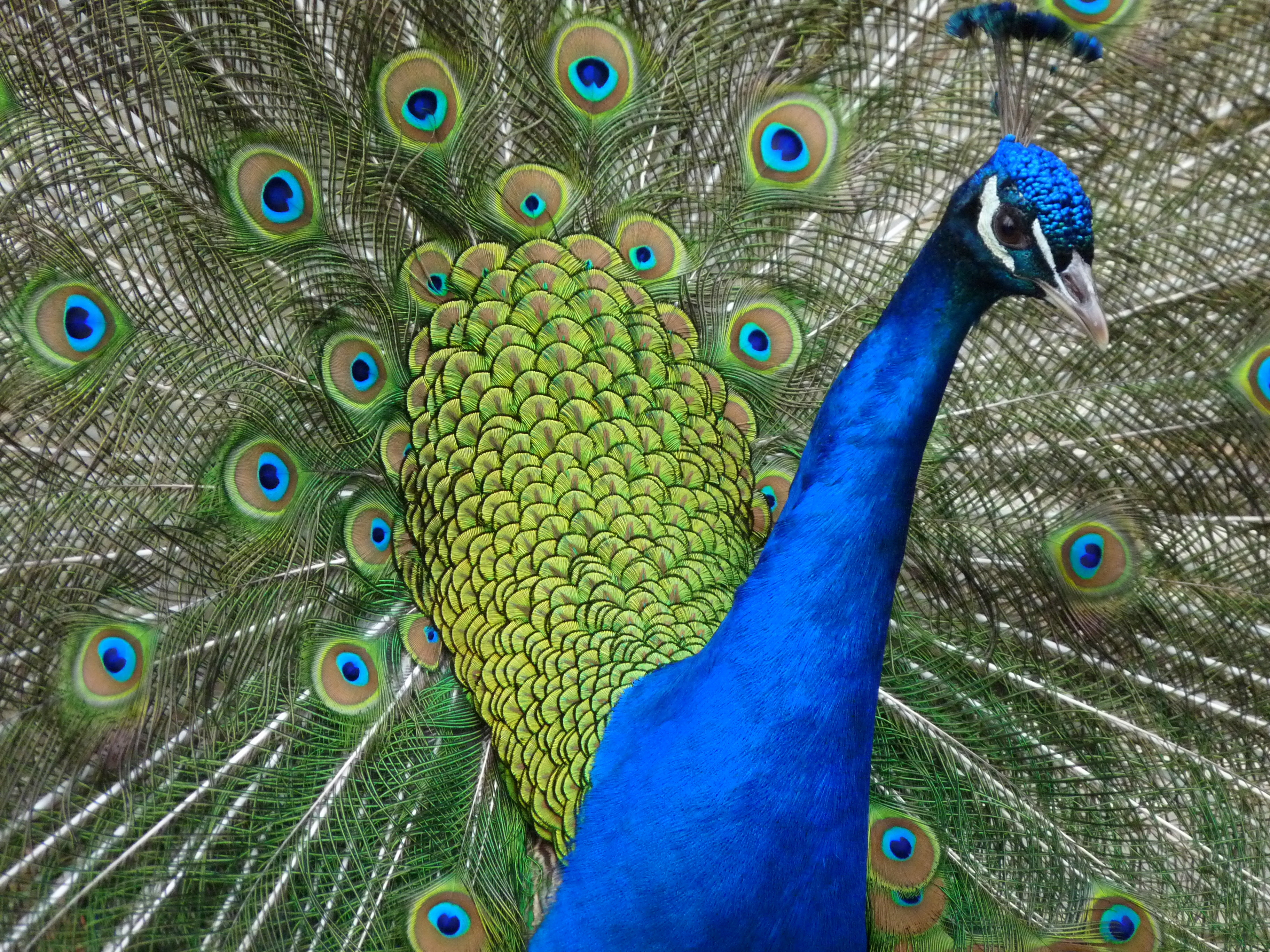
Il pavone segnala l'idoneità riproduttiva con la sua grande coda colorata, probabilmente perché è un handicap.

L'idea essenziale qui è intuitiva e probabilmente si definisce come folclore. Essa fu enunciata da Kurt Vonnegut nel suo racconto breve Harrison Bergeron del 1961. Nella distopia futuristica di Vonnegut il Generale Livellatore usa una varietà di meccanismi di menomazione (handicap), per ridurre le disuguaglianze nella prestazione. Uno spettatore a un balletto commenta: "Era facile capire che era la più forte e aggraziata di tutte le ballerine, perché i suoi sacchi di handicap erano grossi come quelli portati da uomini di novanta chili." Zahavi interpretava questa analogia nel senso che i pavoni di qualità superiore con le code più grandi stanno segnalando la loro capacità di "sprecare" una quantità maggiore di una certa risorsa scambiandola con una coda più grande. Questo riecheggia l'idea di Thorstein Veblen che il consumo ostentativo e gli status symbol stravaganti possono segnalare la ricchezza.

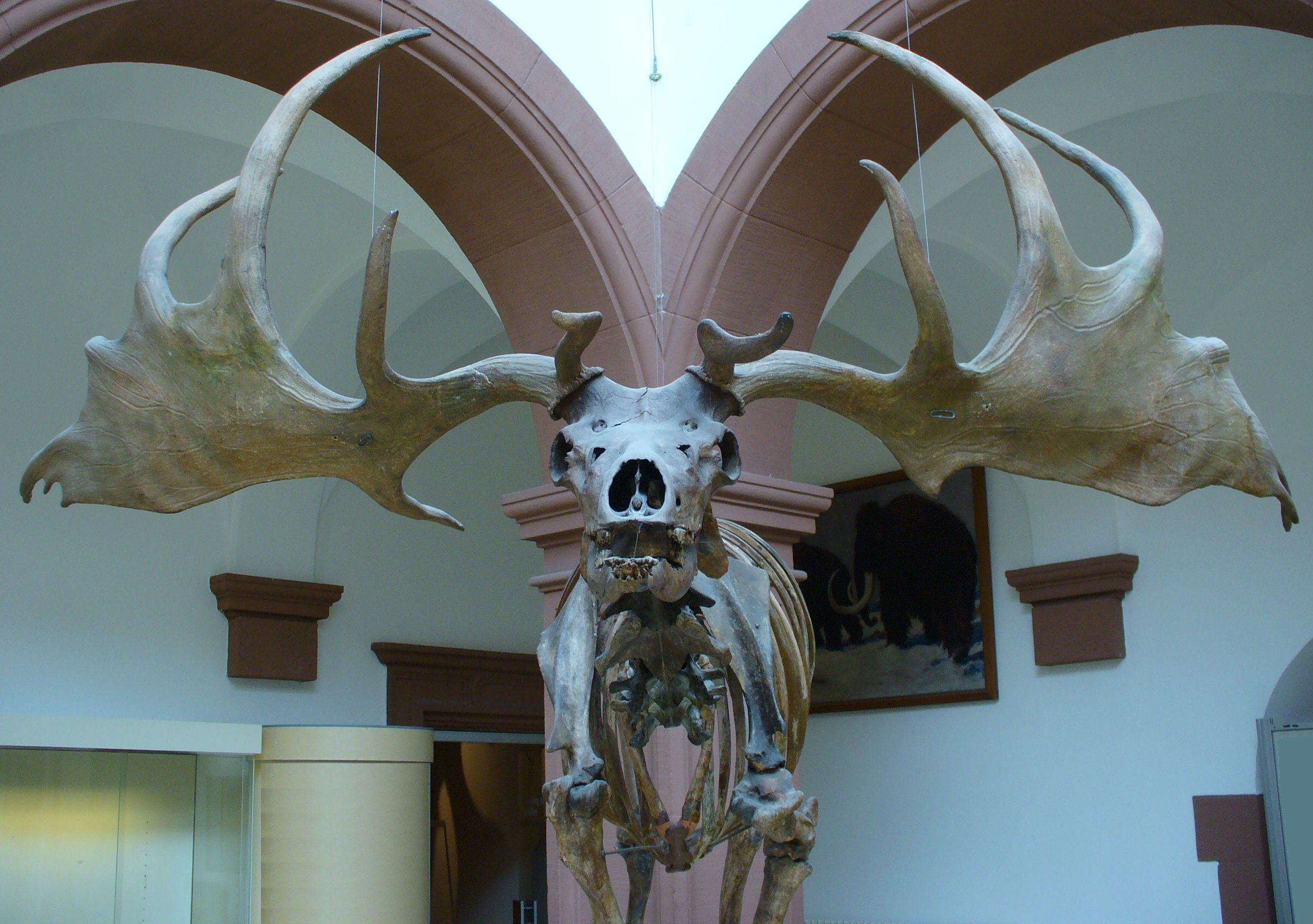
Gli enormi palchi dell'estinto alce irlandese, Megaloceros giganteus, possono essersi evoluti come esibizioni di abilità nel superare un handicap.

Le conclusioni di Zahavi poggiano sulla sua interpretazione verbale di una metafora, e inizialmente il principio dell'handicap non fu ben accolto dai biologi evolutivi. Tuttavia, nel 1984, Nur e Hasson usarono la teoria della storia della vita per mostrare come le differenze nei costi dei segnali, sotto forma di scambi sopravvivenza-riproduzione, potrebbero stabilizzare un sistema di segnali grosso modo come immaginato da Zahavi. Anche i modelli genetici suggerivano che questo fosse possibile. Nel 1990 Alan Grafen dimostrò che un sistema dei segnali simile all'handicap era evolutivamente stabile se i segnalatori di qualità superiore pagavano costi marginali inferiori per i loro segnali.
In 1982, W. D. Hamilton propose un meccanismo di handicap specifico ma ampiamente applicabile, la selezione sessuale mediata dai parassiti. Egli sostenne che nell'infinita corsa co-evolutiva tra gli ospiti e i loro parassiti, i segnali selezionati sessualmente indicano la salute. Questa idea fu messa alla prova nel 1994 nelle rondini comuni, una specie nella quale i maschi hanno lunghe strisce nella coda. Møller scoprì che i maschi con code più lunghe, e la loro prole, avevano effettivamente meno acari succhiasangue, mentre i giovani allevati no. L'effetto era perciò genetico, confermando la teoria di Hamilton.
Un altro esempio è l'ipotesi di Lozano che i carotenoidi abbiano ruoli duali ma mutuamente incompatibili nella funzione immune e nel segnalamento. Dato che gli animali non possono sintetizzare i carotenoidi de novo, questi devono essere ottenuti dal cibo. L'ipotesi afferma che gli animali con segnali sessuali dipendenti dei carotenoidi stanno dimostrando la loro abilità di "sprecare" i carotenoidi per i segnali sessuali a costo del loro sistema immune.
Il principio dell'handicap si è dimostrato difficile da verificare empiricamente, in parte a causa delle interpretazioni incoerenti della metafora di Zuhavi e del modello di idoneità marginale di Grafen, e in parte a causa di risultati empirici confliggenti: in alcuni studi gli individui con segnali più grandi sembrano pagare costi più alti, in altri studi sembra che paghino costi inferiori. Una possibile spiegazione dei risultati empirici incoerenti è data in una serie di studi di Getty, che mostra che la prova del principio dell'handicap di Grafen si basa sulla cruciale assunzione semplificatrice che i segnalatori cedono costi in cambio di benefici in maniera additiva, nel modo in cui gli esseri umani investono denaro per aumentare il reddito nella stessa valuta. Ma l'assunzione che i costi e i benefici si scambino in maniera additiva è vera solo su scala logaritmica; perché si assume che lo scambio costi della sopravvivenza – benefici della riproduzione medino l'evoluzione dei segnali selezionati sessualmente. L'idoneità dipende dalla generazione della prole, che è una funzione moltiplicativa del successo riproduttivo dato un individuo ancora vivo per la probabilità di essere ancora vivo, dato l'investimento in segnali.

## Segnali costosi e dinamica diploide fisheriana
Lo sforzo di scoprire il modo in cui i costi possono vincolare una correlazione "onesta" tra segnali osservabili e qualità non osservabili all'interno dei segnalatori si fonda su modelli strategici dei giochi di segnali, con molte assunzioni semplificatrici. Questi modelli sono applicati molto spesso ai segnali selezionati sessualmente negli animali diploidi, ma raramente incorporano un fatto sulla riproduzione sessuale diploide notato dal biologo matematico Ronald Fisher all'inizio del XX secolo: se ci sono "geni di preferenza" correlati con la schizzinosità nelle femmine nonché "geni dei segnali" correlati con i caratteri dell'esibizione nei maschi, le femmine più schizzinose dovrebbero tendere ad accoppiarsi con i maschi più appariscenti. Nel corso delle generazioni, i figli più appariscenti dovrebbero portare anche geni associati alle figlie più schizzinose, e le figlie più schizzinose dovrebbero portare anche geni associati ai figli più appariscenti. Questo può causare la dinamica evolutiva nota come sfrenatezza fisheriana, nella quale i maschi diventano sempre più appariscenti. Russell Lande esplorò questo aspetto con un modello genetico quantitativo, dimostrando che le dinamiche diploidi fisheriane sono sensibili ai costi di segnalamento e di ricerca. Altri modelli incorporano sia i segnali costosi sia la fuga fisheriana. Questi modelli mostrano che se l'idoneità dipende sia dalla sopravvivenza sia dalla riproduzione, avere figli sexy e figlie schizzinose (nel modello stereotipato) può essere adattivo, aumentando l'idoneità esattamente quanto l'avere figli e figlie sani.

## Esempi

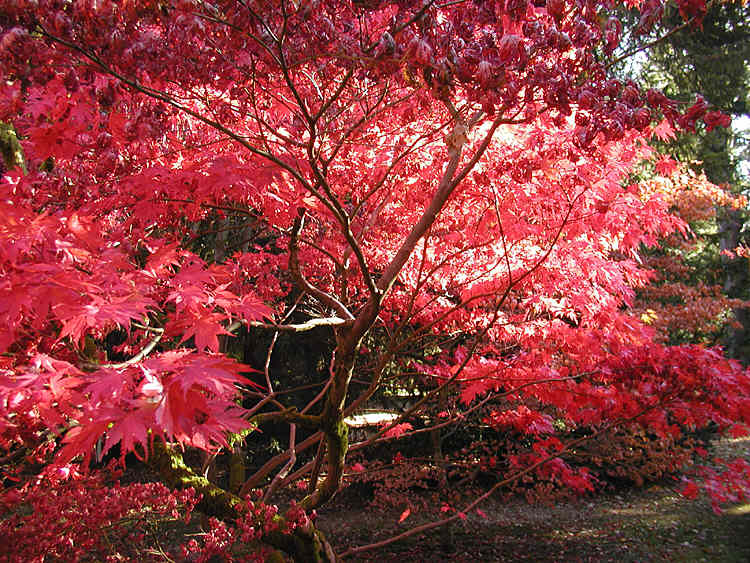
Una teoria è che i colori autunnali siano un segnale dagli alberi agli afidi di potenti difese chimiche.

Sam Brown e W. D. Hamilton e Marco Archetti proposero che il colore delle foglie in autunno sia un segnale dagli alberi agli afidi e ad altre specie infestanti che migrano in autunno sugli alberi. Nella loro teoria, la vivace colorazione autunnale con rosa e gialli è costosa per gli alberi perché i pigmenti richiedono energia per essere sintetizzati, ma l'investimento può aiutarli a ridurre il loro carico di parassiti.
Il saltellamento, per esempio nella gazzella di Thomson, è citato come un esempio di segnalamento: le gazzelle saltano vicino a un predatore invece di fuggire, in quello che potrebbe essere un segnale di forza.

## Segnali umani onesti
Anche il comportamento umano può fornire esempi di segnali costosi. In generale, questi segnali forniscono informazioni sulla qualità fenotipica o sulle tendenze cooperative di una persona. Le prove dei segnali costose sono state trovate in molte aree dell'interazione umana incluse l'assunzione di rischi, la caccia e la religione.

### Segnali costosi nella caccia

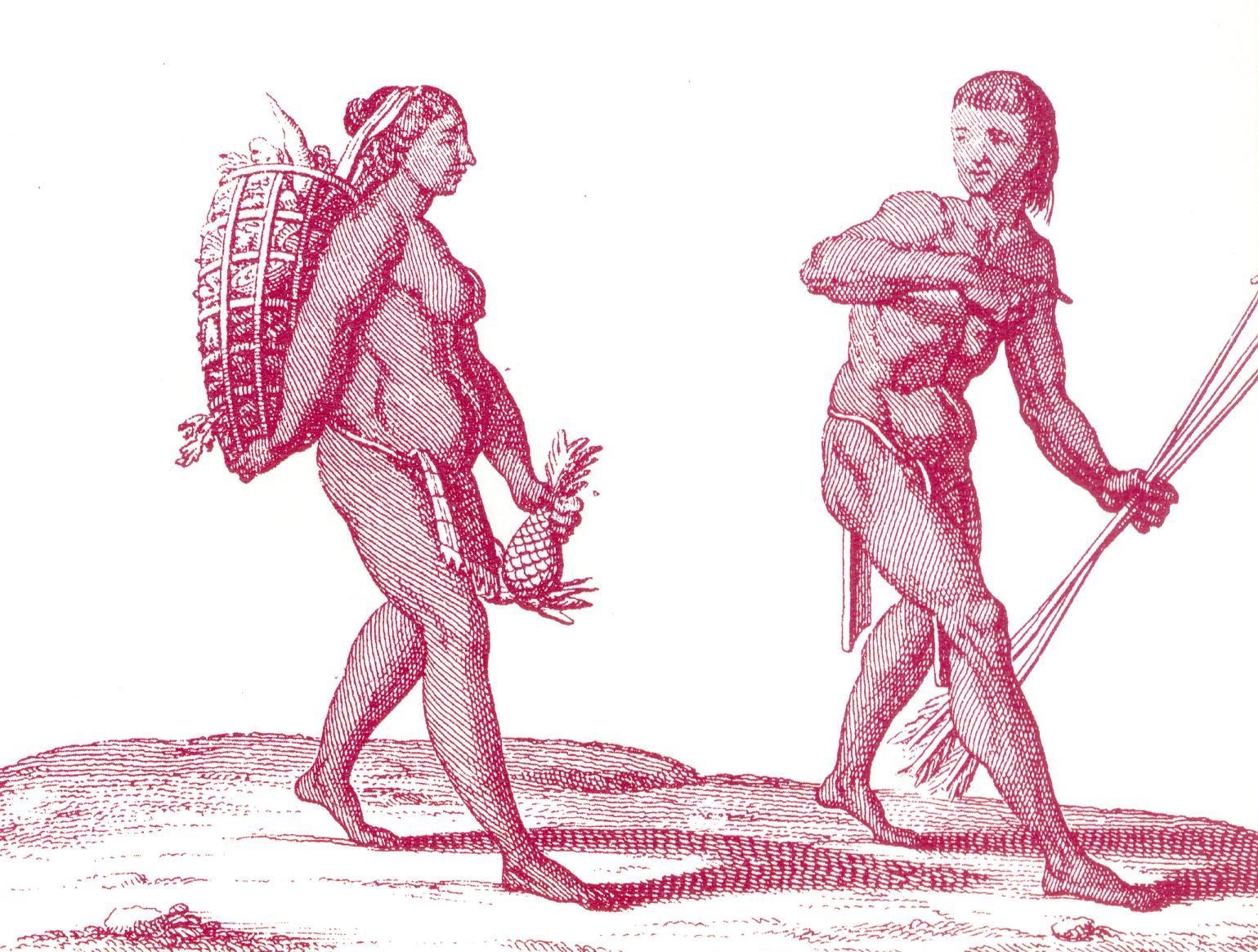
Un cacciatore maschio e una cacciatrice femmina del popolo kali'na della Guyana, disegnata da Pierre Barrère nel 1743. La condivisione generosa da parte dei cacciatori maschi può servire come "segnale costoso", aiutandoli a trovare delle compagne.

La caccia alla selvaggina grossa è stata studiata estesamente come segnale della disponibilità degli uomini ad assumersi rischi fisici, nonché a mostrare forza e coordinazione. La teoria dei segnali costosi è uno strumento utile per comprendere la condivisione del cibo tra i cacciatori raccoglitori perché può essere applicata a situazioni nelle quali la reciprocità differita non è una spiegazione praticabile. Esempi che sono particolarmente incoerenti con l'ipotesi della reciprocità differita sono quelli nei quali un cacciatore condivide la sua preda indiscriminatamente con tutti i membri di un vasto gruppo. In queste situazioni, gli individui che condividono la carne non hanno alcun controllo se la loro generosità sarà o no ricambiata, e il free riding diventa una strategia attraente per quelli che ricevono la carne. I free riders sono persone che raccolgono i benefici del vivere in un gruppo senza contribuire al suo mantenimento. Fortunatamente, la teoria dei segnali costosi può colmare alcune delle lacune lasciate dall'ipotesi di reciprocità differita. Hawkes ha suggerito che gli uomini prendono di mira la grossa selvaggina e condividono pubblicamente la carne per attirare l'attenzione sociale o per mettersi in mostra. Tale esibizione e l'attenzione favorevole risultante possono migliorare la reputazione di un cacciatore fornendo informazioni sulla sua qualità fenotipica. I segnalatori di qualità hanno più successo nell'acquisire compagni e alleati. Così, la teoria dei segnali costosi può spiegare il comportamento apparentemente dispendioso e altruistico.
Al fine di essere efficaci, i segnali costosi devono soddisfare specifici criteri. In primo luogo, i segnalatori devono sostenere diversi livelli di costi e di beneficio per il comportamento segnaletico. In secondo luogo, i costi e i benefici devono riflettere la qualità fenotipica. In terzo luogo, l'informazione fornita da un segnale dovrebbe essere diretta e accessibile a un pubblico. Un ricevente può essere chiunque abbia buone probabilità di beneficiare dell'informazione che il segnalatore sta inviando, come potenziali compagni, alleati o concorrenti. L'onestà è garantita quando soltanto gli individui di alta qualità possono pagare gli (alti) costi della segnalazione. Quindi, i segnali costosi rendono impossibile per gli individui di bassa qualità falsificare un segnale e ingannare un ricevente.
Bliege Bird et al. osservarono i modelli di caccia alla tartaruga e di pesca con l'arpione in una comunità meriam dello stretto di Torres in Australia, pubblicando le loro scoperte nel 2001. Qui, solo alcuni uomini meriam erano in grado di accumulare alti guadagni calorici per la quantità di tempo trascorso cacciando le tartarughe o pescando con l'arpione (raggiungendo una soglia misurata in kcal/h). Poiché una cattura giornaliera di pesce è portata a casa a mano e le tartarughe si servono frequentemente nelle grandi feste, i membri della comunità sanno quali uomini con maggiore affidabilità hanno portato loro carne di tartaruga e pesce. Così, la caccia alla tartaruga si qualifica come un segnale costoso. Inoltre, la caccia alla tartaruga e la pesca con l'arpione sono effettivamente meno produttive (in kcal/h) che cercare cibo tra i molluschi, dove il successo dipende soltanto dalla quantità di tempo dedicata alla ricerca, così cercare cibo con i molluschi è un segnale debole di abilità o di forza. Questo suggerisce che i guadagni energetici non sono la ragione primaria per la quale gli uomini prendono parte alla caccia alla tartaruga e alla pesca con l'arpione. Uno studio di controllo trovò che i cacciatori meriam di successo sperimentano davvero maggiori benefici sociali e successo riproduttivo dei cacciatori meno abili.
Anche gli Hadza della Tanzania condividono il cibo, probabilmente per accrescere la loro reputazione. I cacciatori possono non condividere la carne principalmente per rifornire le loro famiglie o per ottenere benefici reciproci, in quanto i ragazzi adolescenti spesso danno via la loro carne anche se non hanno ancora mogli o figli, così il segnalamento costoso delle loro qualità è la spiegazione probabile. Queste qualità includono buona vista, coordinazione, forza, conoscenza, resistenza o coraggio. I cacciatori hadza si accoppiano con mogli estremamente fertili, laboriose, più spesse dei non cacciatori. Una donna beneficia dell'accoppiamento con un uomo che possiede qualità tali che i suoi figli erediteranno molto probabilmente qualità che aumentano la loro idoneità e la loro capacità di sopravvivenza. Può beneficiare anche dello status sociale elevato di suo marito. Così, la caccia è un segnale onesto e costoso di qualità fenotipica.
Tra gli uomini dell'atollo di Ifaluk, la teoria dei segnali costosi può spiegare anche perché gli uomini peschino con le torce. La pesca con le torce è un metodo ritualizzato di pesca su Ifaluk con cui gli uomini usano torce fatte di fronde di noce di cocco essiccate per catturare i tonni dai grandi canini. La preparazione per la pesca con le torce richiede significativi investimenti di tempo e implica molta organizzazione. A causa dei costi temporali ed energetici della preparazione, la pesca con le torce produce come risultato perdite caloriche nette per i pescatori. Perciò, la pesca con le torce è un handicap che serve a segnalare la produttività degli uomini. La pesca con le torce è l'occupazione di pesca più pubblicizzata su Ifaluk. Le donne e altri di solito trascorrono il tempo a osservare le canoe mentre navigano verso la barriera. Inoltre, i rituali locali aiutano a diffondere le informazioni su quali pescatori hanno successo e ad accrescere le reputazioni dei pescatori stessi durante la stagione della pesca con le torce. Parecchi vincoli comportamentali e dietetici rituali distinguono chiaramente i pescatori con le torce dagli altri uomini. Primo, ai maschi è permesso di pescare con le torce solo se hanno partecipato nel primo giorno della stagione di pesca. La comunità è ben informata su chi partecipa in questo giorno, e può facilmente identificare i pescatori con le torce. Secondo, i pescatori con le torce ricevono tutti i loro pasti nella rimessa delle canoe ed è loro proibito di mangiare certi cibi. La gente discute frequentemente le qualità dei pescatori con le torce. Su Ifaluk, le donne asseriscono che stanno cercando compagni laboriosi. Con la distinta divisione sessuale del lavoro su Ifaluk, l'operosità è una caratteristica altamente apprezzata nei maschi. La pesca con le torce così fornisce alle donne informazioni affidabili sull'etica del lavoro dei potenziali compagni, il che la rende un segnale costoso onesto.
In molti casi umani, una solida reputazione costruita attraverso segnali costosi accresce lo status sociale di un uomo rispetto agli status di uomini che segnalano con meno successo. Tra i gruppi in cerca di cibo del Kalahari settentrionale, i cacciatori tradizionali catturano di solito un massimo di due o tre antilopi all'anno. Si diceva di un cacciatore particolare fortunato:
"Si diceva di lui che non ritornasse mai da una caccia senza aver ucciso almeno uno gnu, se non qualcosa di più grande. Quindi la gente connessa con lui mangiava moltissima carne e la sua popolarità cresceva."
Sebbene questo cacciatore stesse condividendo la carne, non lo stava facendo nel quadro della reciprocità. Il modello generale dei segnali costosi non è reciproco; piuttosto, gli individui che condividono acquistano più compagni e alleati. I segnali costosi si applicano a situazioni nei gruppi in cerca di cibo del Kalahari dove ciò che si dà va spesso a riceventi che hanno poco da offrire in cambio. Un cacciatore giovane è motivato a impressionare i membri della comunità che hanno figlie, così da ottenere la sua prima moglie. I cacciatori più anziani possono desiderare di attirare donne interessate a una relazione extraconiugale, o a essere una "co-moglie". In questi gruppi del Kalahari settentrionale, l'uccisione di un grosso animale indica un uomo che ha padroneggiato l'arte della caccia e può sostenere una famiglia. Generalmente, molte donne vedono un uomo che è un bravo cacciatore, ha un carattere gradevole, è generoso e ha legami sociali vantaggiosi. Poiché l'abilità nella caccia è un prerequisito per il matrimonio, gli uomini che sono bravi cacciatori entrano prima nel mercato del matrimonio. La teoria dei segnali costosi spiega i motivi di esibizioni di ricerca del cibo apparentemente dispendiose.

### Rischi fisici come segnale costoso

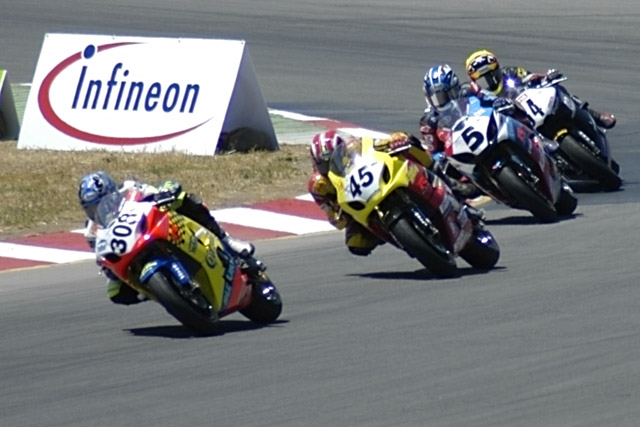
I giovani prendono parte a sport rischiosi come le corse di motociclismo per segnalare la loro forza e la loro abilità.

I segnali costosi possono essere applicati a situazioni che implicano tensione fisica e rischio di lesioni fisiche o di morte. La ricerca sull'assunzione di rischi fisici è importante dal momento ché le informazioni riguardanti il perché le persone, specialmente i giovani, prendono parte ad attività ad alto rischio può aiutare nello sviluppo dei programmi di prevenzione. La guida spericolata è un problema letale tra i giovani nelle società occidentali. Un maschio che corre un rischio fisico sta mandando il messaggio che ha abbastanza forza e abilità per sopravvivere ad attività estremamente pericolose. Questo segnale è diretto ai pari e alle potenziali compagne.
In uno studio sull'assunzione di rischi, alcuni tipi di rischio, quali il rischio fisico o eroico a beneficio di altri, erano visti più favorevolmente di altri tipi di rischio, come l'assunzione di droghe. Maschi e femmine apprezzavano in misura diversa il rischio eroico per i compagni e per gli amici dello stesso sesso. I maschi apprezzavano l'assunzione di rischi eroici da parte degli amici maschi, ma lo preferivano di meno nelle compagne femmine. Le femmine apprezzavano l'assunzione di rischi eroici nei compagni maschi e meno nelle amiche femmine. Le femmine possono essere attratte dai maschi inclini a difendere fisicamente loro e i loro figli. I maschi, a loro volta, possono preferire l'assunzione di rischi eroici da parte degli amici maschi in quanto possono essere buoni alleati.
Nelle società occidentali, la donazione del sangue volontaria è una forma comune, tuttavia meno estrema, di assunzione del rischio. I costi associati a queste donazioni includono il dolore e il rischio d'infezione. Se la donazione del sangue è un'opportunità per mandare segnali costosi, allora i donatori saranno percepiti dagli altri come generosi e fisicamente sani. In un sondaggio, sia i donatori sia i non donatori esprimevano percezioni della salute, della generosità e dell'abilità dei donatori di sangue a operare in situazioni stressanti.

### Religione come segnale costoso

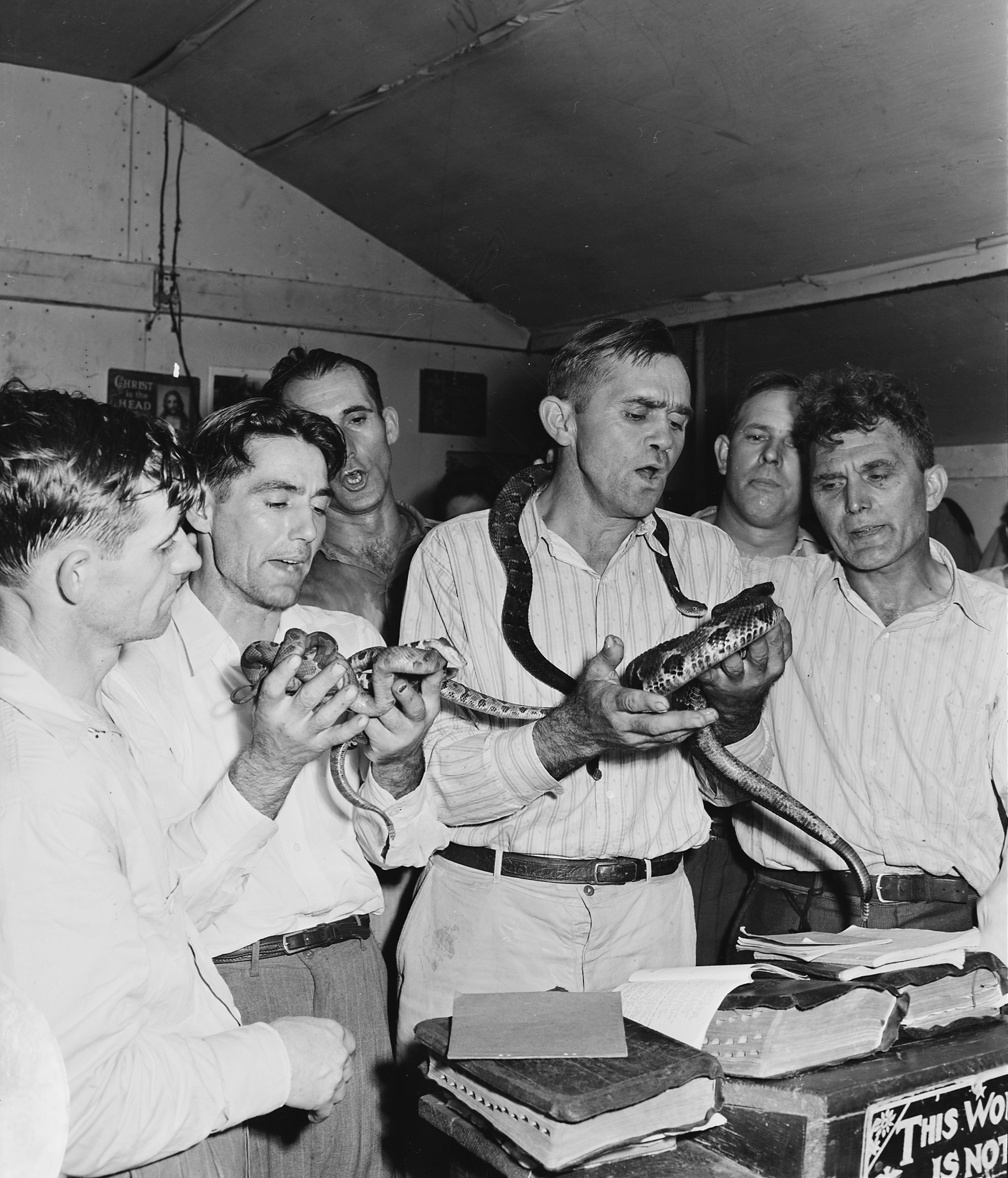
I rituali religiosi come la manipolazione dei serpenti possono essere spiegabili come segnali costosi.

Rituali religiosi costosi come la circoncisione maschile, la privazione di cibo e acqua e la manipolazione dei serpenti sembrano paradossali in termini evolutivi. Credenze religiose devote nelle quali sono praticate tali tradizioni appaiono perciò maladattive. La religione può essere sorta per aumentare e mantenere la cooperazione intragruppo. La cooperazione porta al comportamento altruistico, e i segnali costosi potrebbero spiegare questo. Tutte le religioni possono implicare rituali costosi ed elaborati, eseguiti pubblicamente, per dimostrare lealtà al gruppo religioso. In questo modo, i membri del gruppo aumentano la loro fedeltà al gruppo segnalando il loro investimento negli interessi del gruppo medesimo. Tuttavia, quando la dimensione del gruppo aumenta tra gli esseri umani, cresce la minaccia dei free riders. La teoria dei segnali costosi tiene conto di questo proponendo che questi rituali religiosi siano abbastanza costosi da scoraggiare i free riders.
Irons propose che la teoria dei segnali costosi potesse spiegare il comportamento religioso costoso. Egli sostenne che le esibizioni religiose difficili da falsificare aumentavano la fiducia e la solidarietà in una comunità, producendo benefici emotivi ed economici. Mostrò che i segnali di esibizione tra i Turkmeni Yomut dell'Iran settentrionale aiutavano a garantire gli accordi commerciali. Queste esibizioni "ostentative" segnalavano la dedizione all'Islam agli estranei e ai membri del gruppo. Sosis dimostrò che le persone nelle comunità religiose hanno quattro volte più probabilità di vivere più a lungo delle loro controparti secolari, e che queste durate della vita più lunghe erano correlate positivamente al numero di requisiti costosi domandati dai membri della comunità religiosa. Tuttavia, alcune variabili confondenti potrebbero non essere state escluse. Wood trovò che la religione offre una sensazione soggettiva di benessere all'interno di una comunità, in cui i segnali costosi proteggono dai free riders e contribuiscono a costruire l'autocontrollo tra i membri devoti. Iannaccone studiò gli effetti dei segnali costosi sulle comunità religiose. In un sondaggio autoriferito, a mano a mano che la severità di una chiesa aumentava, la partecipazione e le contribuzioni a quella chiesa aumentavano proporzionalmente. In effetti, la gente era più disposta a partecipare a una chiesa che avesse pretese più severe dai suoi membri. Malgrado questa osservazione, le donazioni e gli atti costosi effettuati in un contesto religioso non stabiliscono di per sé che l'adesione a questi circoli valga effettivamente i costi di entrata imposti.
Malgrado il sostegno sperimentale a questa ipotesi, essa rimane controversa. Una critica comune è che la devozione è facile da fingere, ad esempio semplicemente assistendo a una funzione religiosa. Tuttavia, l'ipotesi prevede che sia più probabile che la gente si unisca e contribuisca un gruppo religioso quando i suoi rituali sono costosi.  Un'altra critica chiede specificamente: perché la religione? Non c'è nessun vantaggio evolutivo nel far evolvere la religione rispetto ad altri segnali di devozione come la nazionalità, come ammette Irons. Tuttavia, il rafforzamento dei riti religiosi nonché il sistema intrinseco di ricompense e punizioni che si trova nella religione la rende una candidata ideale per aumentare la cooperazione intragruppo. Tuttavia, Sosis porta argomenti a favore dei benefici della religione stessa, come la longevità aumentata, la salute migliorata, l'assistenza durante le crisi e il maggiore benessere psicologico, benché sia i supposti benefici della religione sia il meccanismo dei segnali costosi siano stati contestati.

### Annotazioni
1. ↑  Gli economisti chiamano ciò che è disponibile per il ricevente "informazione pubblica".
2. ↑  Gli economisti chiamano la cosa inosservabile che sarebbe di valore per il ricevente "informazione privata"; i biologi spesso la chiamano "qualità".
3. ↑  La prova di Grafen è formalmente simile a una monografia classica sui segnali economici di mercato del premio Nobel Michael Spence.[40]

### Fonti
1. ↑  Gerhardt et al., 2007.
2. ↑  Møller, 1993.
3. ↑  Pomiankowski, 1993.
4. 1 2  Bradbury, 1998.
5. ↑  Bergstrom, 2001.
6. ↑  Getty, 2002.
7. ↑  Johnstone, 1998.
8. ↑  Godfray, 1995.
9. ↑  Johnstone, 1999.
10. ↑  Getty, 1997.
11. ↑  Johnstone, 1993.
12. ↑  Dall, 2005.
13. ↑  Maan & Cummings, 2012.
14. ↑  Blount, 2009.
15. ↑  Stevens & Ruxton, 2012.
16. 1 2 3  Krebs e Dawkins, 1982.
17. 1 2  Dawkins e Krebs, 1978.
18. ↑  BES, 2008.
19. ↑  Lailvaux, 2008.
20. ↑  Caryl, 1979.
21. 1 2 3 4 5 6 7  Zahavi, 1975.
22. 1 2  Zahavi, 1997.
23. ↑  Searcy, 2005.
24. ↑  Feldhamer, 2007. p. 423.
25. ↑  Vonnegut, 1961.
26. ↑  Veblen, 1899.
27. 1 2  Nur, 1984.
28. 1 2  McElreath, 2007.
29. 1 2  Grafen 1990
30. ↑  Hamilton, 1982.
31. ↑  Møller, 1994.
32. 1 2  Lozano, 1994.
33. ↑  McGraw, 2003.
34. ↑  Møller, 1999.
35. ↑  Kotiaho, 2001.
36. ↑  Getty, 1998a.
37. ↑  Getty, 1998b.
38. ↑  Getty, 2002a.
39. ↑  Getty, 2006.
40. ↑  Spence, 1974.
41. ↑  Tazzyman, 2014.
42. 1 2  Eshel, 2002.
43. 1 2  Kokko, 2002.
44. 1 2  Hamilton, 2001.
45. 1 2  Archetti, 2000.
46. ↑  Maynard Smith, 2003.
47. 1 2 3 4 5 6  Bliege Bird et al. 2001
48. ↑  Gurven e Hill, 2009.
49. ↑  Hawkes, 1990.
50. ↑  Weissner, 2002.
51. ↑  Bliege Bird e Bird, 1997.
52. ↑  Gurven et al., 2000.
53. ↑  Hawkes, 1993.
54. 1 2  Wiessner, 1996.
55. 1 2  Barrett et al., 2002.
56. 1 2 3 4  Sosis, 2000.
57. 1 2 3  Smith e Bliege Bird. 2000.
58. ↑  Hawkes, 1991, 1993.
59. ↑  Getty 1998
60. ↑  Johnstone, 1995, 1997.
61. ↑  Zahavi. 1975, 1977.
62. 1 2  Hawkes e Bliege Bird, 2002.
63. ↑  Smith et al., 2002.
64. ↑  Marlowe, 2010.
65. ↑  Hawkes, 2001.
66. 1 2  Hawkes et al., 2002.
67. ↑  Smith et al., 2000.
68. ↑  Sosis et al., 1998.
69. ↑  Sosis, 1997.
70. ↑  Kelly, 1995.
71. ↑  Dowling, 1968.
72. 1 2  Lee, 1979.
73. 1 2 3  Thomas, 1959.
74. ↑  Lee, 1993.
75. 1 2  Shostak, 1981.
76. 1 2  Marshall, 1976.
77. ↑  Bleige Bird et al., 2001.
78. 1 2  Nell, 2002.
79. 1 2 3  Farthing, 2005.
80. ↑  Nell, 2001.
81. ↑  Schreiber et al., 2006.
82. 1 2  Lyle et al., 2009.
83. ↑  Tuzin, 1982.
84. ↑  Steadman e Palmer, 2008.
85. 1 2 3 4  Bulbulia, 2004.
86. ↑  Irons, 2001.
87. ↑  Iannaccone, 1992.
88. ↑  Irons, 1996.
89. ↑  Sosis e Bressler, 2003.
90. ↑  Hood et al., 2009.
91. ↑  Wood, 2016.
92. 1 2  Iannacone, 1992.
93. ↑  Rees, 2011.
94. ↑  Sosis, 2002.
95. ↑  Schuurmans-Stekhoven, 2016.